# Regolamento 17

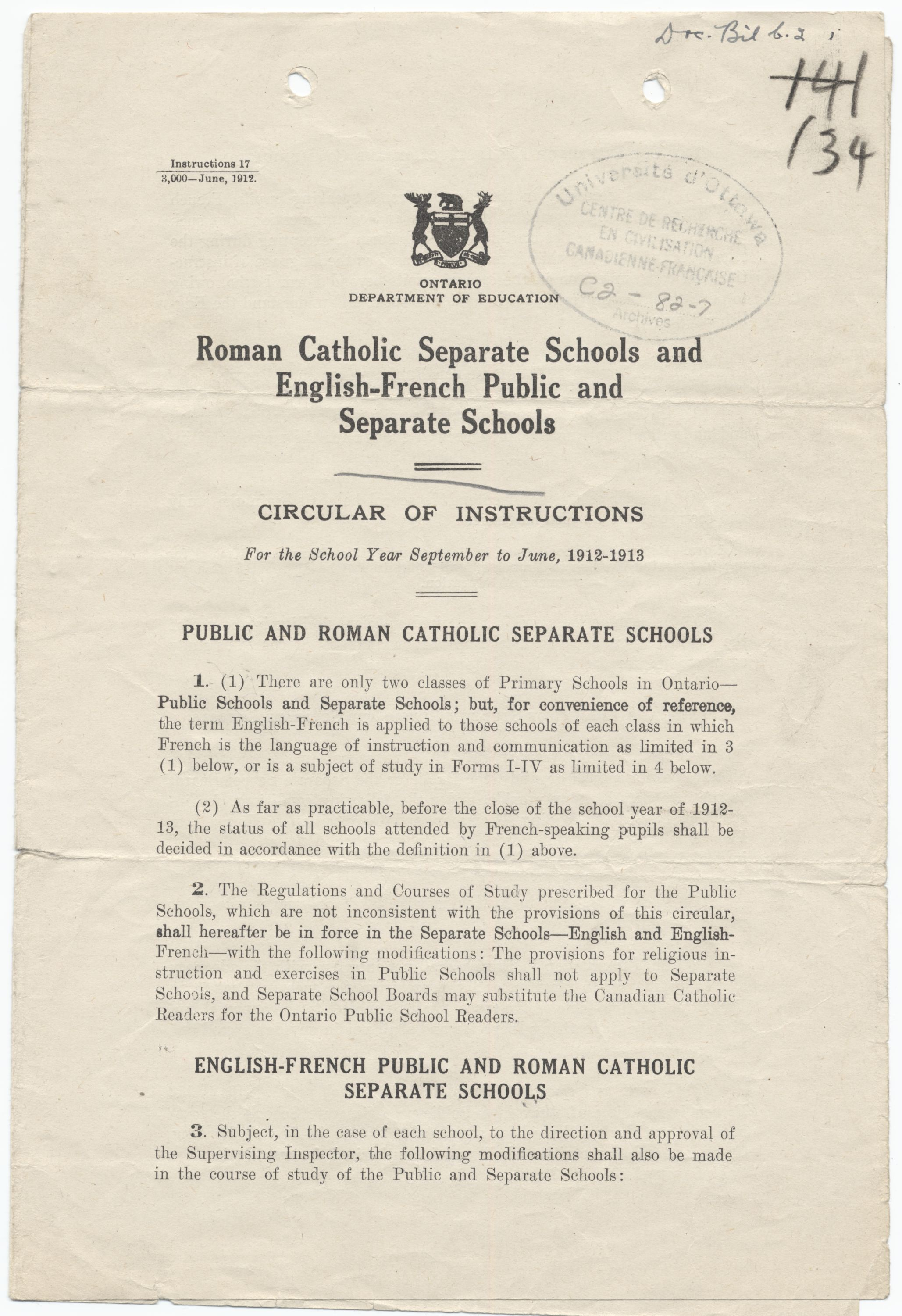
La prima pagina del regolamento 17, pubblicato nel 1912

Il regolamento 17 (in inglese: Regulation 17, in francese: Règlement 17) è stata un'ordinanza del ministero dell'istruzione della provincia canadese dell'Ontario, emanata nel luglio 1912 dal governo conservatore del primo ministro James Whitney. Ha limitato l'uso del francese come lingua di insegnamento dopo il primo anno di scuola e ha vietato l'insegnamento del francese dopo il quarto anno. Nel 1913, il regolamento fu adattato per consentire il francese per un'ora al giorno.

## Effetti
Il governo provinciale ha emesso l'ordinanza a causa dell'opinione prevalente tra gran parte della popolazione che l'uso del francese avrebbe messo in pericolo lo status anglofono e protestante dell'Ontario. In particolare, i consigli scolastici cattolici francesi separati erano visti come inefficienti. I canadesi francesi hanno reagito con indignazione al declassamento della loro lingua. L'influente giornalista Henri Bourassa ha descritto il governo di Whitney come "i prussiani dell'Ontario", un'allusione all'inimicizia ereditaria franco-tedesca.
L'ordinanza ha incontrato una resistenza particolarmente forte nella capitale federale Ottawa, dove il consiglio scolastico francofono è stato inizialmente estromesso, ma ha ripreso il controllo dell'École Guigues attraverso canali legali. Il quotidiano Le Droit, che esiste ancora oggi, è stato fondato nel 1913 per combattere il regolamento. Per rompere la resistenza, il ministero emanò il regolamento 18 nell'agosto 1913, che prevedeva severe sanzioni contro gli insegnanti che non collaboravano. L'amministrazione del successore di Whitney, William Howard Hearst, sostituì il consiglio scolastico eletto di Ottawa con una commissione nominata. Tuttavia, poiché l'Association canadienne-française d'éducation de l'Ontario si batte da anni, questa misura non potrà mai essere attuata completamente.
Infine, nel 1927, il governo di Howard Ferguson ha abrogato le ordinanze. Ferguson era un oppositore del bilinguismo, ma dovette stringere un'alleanza politica diretta contro il governo federale con Louis-Alexandre Taschereau, il primo ministro del Québec. Il governo provinciale conservatore era riluttante ad accettare scuole bilingue, ma le ordinanze hanno offuscato l'Ontario-Québec per decenni. Le scuole puramente francofone furono nuovamente autorizzate solo con la nuova legge sull'istruzione nel 1968.